# Yevguéniya Burtasova
Yevguéniya Burtasova –en ruso, Евгения Буртасова– (nacida Yevguéniya Pávlova, Novosibirsk, 9 de julio de 1993) es una deportista rusa que compite en biatlón.
Ganó cuatro medallas en el Campeonato Europeo de Biatlón, entre los años 2019 y 2022.

## Palmarés internacional
| Campeonato Europeo | Campeonato Europeo           | Campeonato Europeo | Campeonato Europeo      |
| Año                | Lugar                        | Medalla            | Prueba                  |
| ------------------ | ---------------------------- | ------------------ | ----------------------- |
| 2019               | Minsk-Raubichi (Bielorrusia) | Medalla de oro     | Relevo mixto individual |
| 2020               | Minsk-Raubichi (Bielorrusia) | Medalla de oro     | Supervelocidad          |
| 2022               | Arber (Alemania)             | Medalla de oro     | Individual              |
| 2022               | Arber (Alemania)             | Medalla de oro     | Relevo mixto individual |